# 南森特維爾 (紐約州)
南森特維爾（英語：South Centerville）是位於美國紐約州奧蘭治縣的非建制地區。

## 歷史
南森特維爾的郵局於1879年設立，其後於1917年停運。

## 地理
南森特維爾所處的海拔為高於海平面188米（即617英呎），而該地所採用的時區為UTC-5，即北美东部时区（EST）。同時該地設有夏令時間，為UTC-5調快一小時，即UTC-4（EDT）。